# Zubizuri
Zubizuri (del euskera puente blanco), también conocido como puente peatonal del Campo de Volantín, aunque popularmente llamado puente de Calatrava, es un puente en arco (cuya pista cuelga de él) sobre la ría del Nervión, en la ciudad vasca de Bilbao, en el norte de España. Une el Campo de Volantín (Castaños), en la margen derecha, con Uribitarte (el Ensanche), en la izquierda.

## Diseño

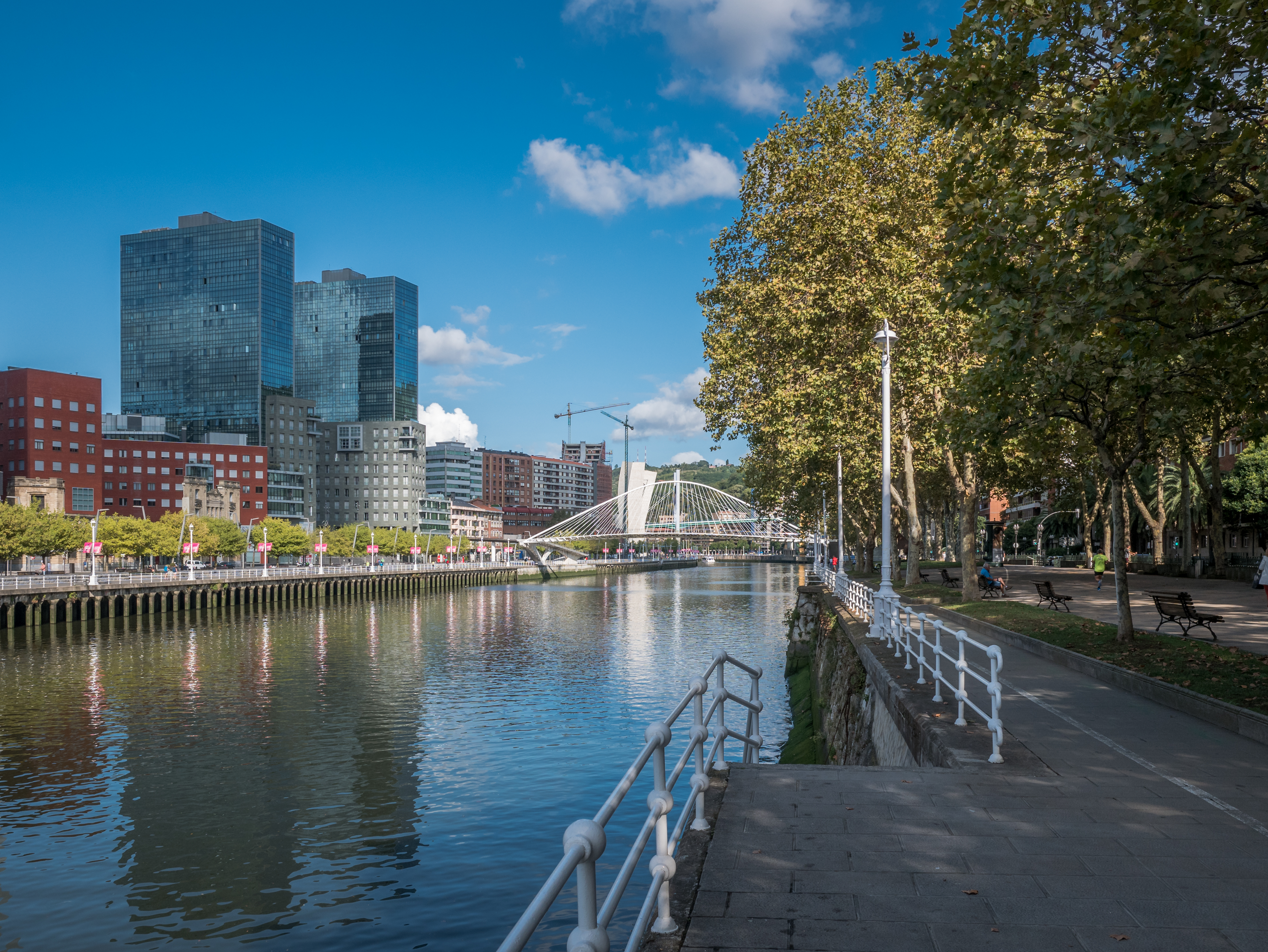
Puente Zubizuri. Bilbao, Vizcaya, España

Fue diseñado por el arquitecto valenciano Santiago Calatrava, que también dirigió el proyecto de la renovación del Aeropuerto de Bilbao. Las obras comenzaron en 1990 y fue inaugurado en 30 de mayo de 1997.
El diseño consiste en un arco inclinado que une dos plataformas, con rampas de acceso y escaleras en ambas orillas, que sostiene la estructura peatonal con cables de hierro. Todo el puente está pintado de blanco, como es común entre las estructuras de Calatrava.
Desde su inauguración, casi simultánea con la del Museo Guggenheim, el Zubizuri fue un símbolo de la nueva Bilbao, constituyendo un elemento turístico más del paseo de la Ría. Es un paseo habitual de los huéspedes de los hoteles del Campo de Volantín antes de llegar al mencionado museo.

## Polémica

### Superficie acristalada
El puente es localmente conocido por su superficie de cristal altamente resbaladiza incompatible con el clima húmedo de la ciudad. Como solución provisional se optó inicialmente por añadir tiras antideslizantes sobre las losetas acristaladas, probándose después de modo experimental con nuevas baldosas de cristal especial transparente y anticaídas, para finalmente cubrir el puente con una alfombra antideslizante.
A todo ello se añadió además como segundo inconveniente la presencia de rotura en diversas baldosas, inicialmente atribuidas a vandalismo, para comprobarse finalmente que la razón principal del desperfecto del acristalamiento eran los cambios de temperatura, lo cual conlleva la reiterada sustitución de las mismas.

### Pasarela

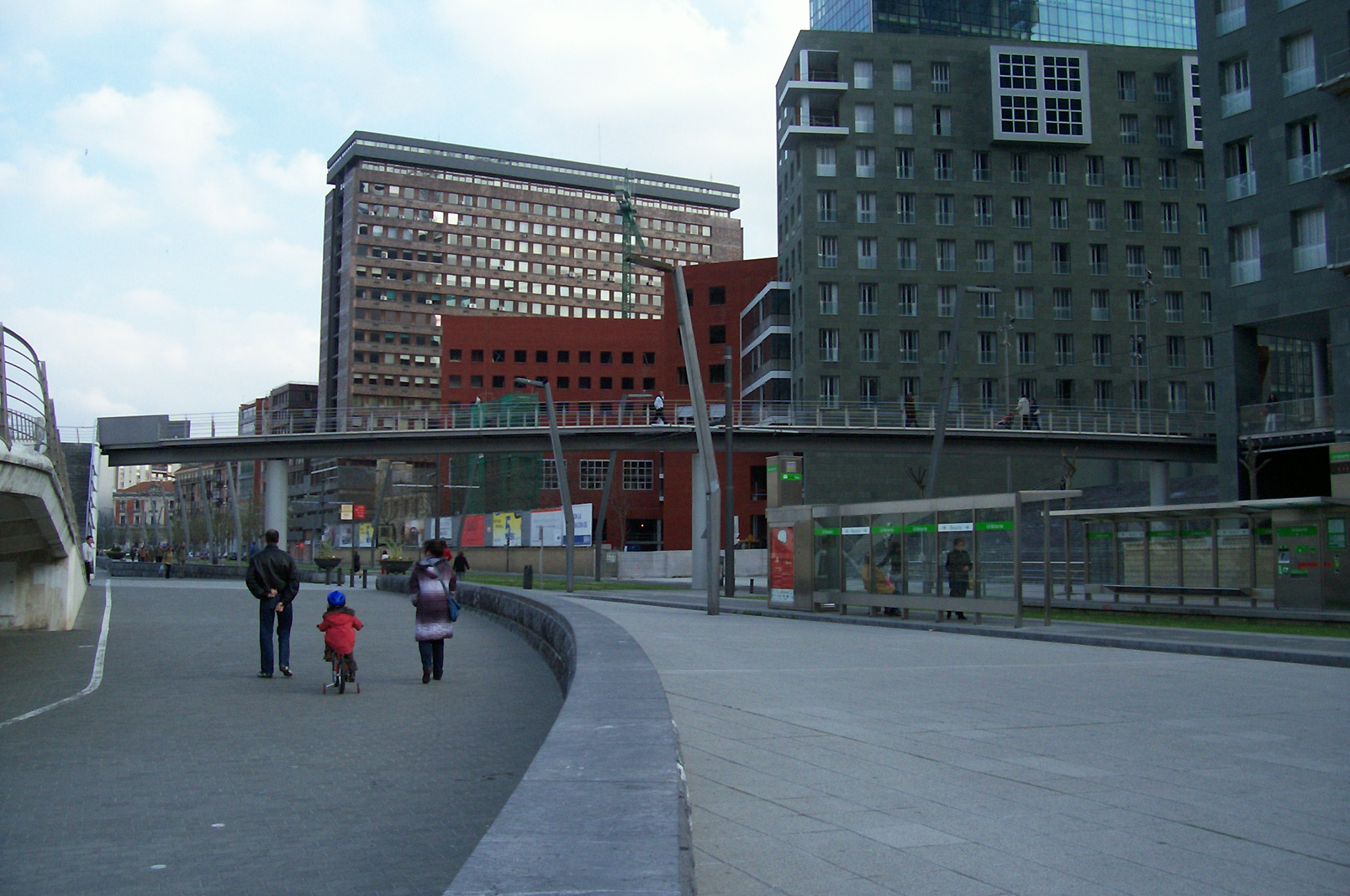
Pasarela entre las Torres Isozaki y el puente Zubizuri.

En 2006 el Ayuntamiento de Bilbao autorizó al arquitecto japonés Arata Isozaki la construcción de una pasarela que uniera el puente Zubizuri con las Torres Isozaki.
El diseño original conecta el Campo de Volantín con Uribitarte, dos paseos a poca altura sobre la Ría, y no con la Alameda de Mazarredo, que es una calle más alta y que permite al acceso al centro de la ciudad. Para facilitar ese acceso las autoridades locales añadieron un andamio con escaleras temporalmente, pero tuvieron que retirarlo por las protestas de Calatrava.
Calatrava denunció en febrero de 2007 al Ayuntamiento de Bilbao por los derechos morales (una parte de la propiedad intelectual, bajo la Ley española de derecho de autor) de la integridad de su creación, ya que una barra de metal fue cortada.
El alcalde de Bilbao Iñaki Azkuna, con el apoyo del resto de los concejales, opuso los derechos de los ciudadanos de Bilbao sobre los del arquitecto, aduciendo la funcionalidad de la nueva pasarela y recordando las caídas de los usuarios del puente y el coste de las reparaciones del suelo de cristal (6.000 euros al año según el portavoz del Partido Popular,  Antonio Basagoiti).
Juristas y arquitectos locales apoyaron la posición del Ayuntamiento, argumentando que las modificaciones no afectaban los derechos de Calatrava.
En noviembre de 2007 un juez local, Edmundo Rodríguez Achútegui, magistrado de lo Mercantil, acordó que había un daño en los derechos morales del creador; sin embargo falló a favor del Concejo bilbaíno y permitió la conexión de Isozaki. Calatrava apeló el fallo y la Audiencia Provincial de Vizcaya rectificó el dictamen del juez Rodríguez Achútegui. En marzo de 2009 condenó al Ayuntamiento a pagar 30.000 euros en concepto de indemnización al arquitecto, al considerar desproporcionada la cantidad solicitada por el demandante, tres millones de euros. El arquitecto valenciano decidió donar la indemnización a la Casa de la Misericordia de Bilbao.

## Comunicaciones
- Estación de Uribitarte del tranvía de Bilbao.